# Anna Minguzzi
Anna Minguzzi est une chercheuse et directrice de recherche en physique théorique originaire d'Italie. Elle mène ses recherches au
Laboratoire de physique et modélisation des milieux condensés à l'Université Grenoble-Alpes. En 2023, elle reçoit la médaille d'argent du CNRS.

## Biographie
Anna Minguzzi fait ses études à l'école normale supérieure de Pise et y obtient un doctorat sur le condensat de Bose-Einstein en 1999. Elle y mène ensuite ses recherches au sein de L'Institut national italien de physique de la matière Institut national de physique de la matière (Istituto nazionale per la fisica della materia). Elle entre au CNRS en 2005. De 2014 à 2020, elle dirige le Laboratoire de Physique et Modélisation des Milieux Condensés à l'Université Grenoble-Alpes. 
Elle a été présidente du bureau de la division de la matière condensée de la Société Française de Physique. Elle a co-créé la Fédération de recherche QuantAlps qu’elle dirige aujourd’hui. Elle a également porté un important projet européen, Quantum Grenoble, destiné à la formation par la recherche à l’échelle internationale.
Ses travaux théoriques se situent à la frontière entre la physique atomique et la physique de la matière condensée, et se concentrent sur la description des atomes froids et des excitons-polaritons dans les semi-conducteurs. 
En 2023, elle reçoit la médaille d'argent du CNRS pour ses travaux.

## Récompense
- 2023 : Médaille d'argent du CNRS[1]
- 2018 : Prix Louis-Ancel de la Société française de physique[2]